# Kante (Einheit)
Mit Kante (Kaute) wurde ein Stück- und Zählmaß in der Provinz Fulda bezeichnet. Das Maß wurde nur im Flachshandel verwendet.
Der Begriff ist auch mit Kaude, Kaute, Knocke zu ersetzen, denn Kante gilt als Verballhornung. Es bezeichnet im Flachshandel ein Bündel, Docke oder Zopf aus gehächeltem Flachs, der mit einer entsprechenden Menge einen Globen oder Kloben ergeben.
Die Kaute (Kante), auch Reiste, in Württemberg der Schlick, in Hamburg Knuck, führte auch zur Bezeichnung Kautenflachs.
- 1 Kante = 6 Hände voll[4]

- 15 Kanten = 1 Globen[5]